# Dipeptidaza
Dipeptidaze su enzimi koje izlučuju enterociti u tanka creva. Dipeptidaze hidrolizuju veze parova aminokiselina, zvanih dipeptidi.
Dipeptidaze su isto tako prusutne u samim enterocitima, gde upestvuju u citosolnom varenju apsorbovanih dipeptida.
One su eksopeptidaze, klasifikovane pod EC brojem 3.4.13.

## Spoljašnje veze
- Dipeptidases на 